# Ново село (област Видин)
Вижте пояснителната страница за други значения на Ново село.
Но̀во сѐло е село в Северозападна България, област Видин, административен център на община Ново село.

## География
Намира се на брега на река Дунав. 3 км от селото граничат с реката. Най-ниската точка е 33 м, намираща се на брега на река Дунав.
Средно селото е разположено на 50 м надморска височина. Отстои на 24 км от Видин на 17 км от Брегово, на 6 км от Флорентин и на 8 км от Гъмзово. През селото минава шосе № 122 от Видин за Брегово.
В района почвите и климатът са благоприятни за развитие на лозарството, винопроизвоството, а заедно с тях и на селския туризъм. В землището на селото са включени няколко живописни местности. „Камъка“ – гориста местност на около 3 км от центъра на селото в източна посока, на брега на река Дунав, наречена така заради каменоломната в нея. Има изграден почивен лагер, който е разбит и разграбен. Лагерът е разполагал с 2 хижи, ресторант, бунгала и 2 спортни игрища. В местността се намира единствената изворна чешма в селото. Около нея е имало 2 рибарника, които не функционират. Там се намира и Първа помпена станция на напоителната система Ново село, която също не функционира.
По крайбрежието растат върби, а останалата част от горските масиви е широколистни гори, предимно от акация. Малка част е залесена от местните ученици през 70-те години с иглолистни насаждения. В крайните източни части има овощни градини от круши и сини сливи. Местността „Зелена“ е разположена на територията на община Ново село и община Брегово. На новоселска територия са засадени лозови масиви с Новоселска гъмза – червен сорт грозде за вино.
Има свидетелства за населяване, вероятно от турското владичество. Местността е разкопана от иманяри. Землището на селото граничи със землищата на селата Флорентин, Винарово, Гъмзово, Връв и град Брегово. На север граничи с румънските села Враца и Гърла Маре, посредством река Дунав. Най-високата точка в землището на Ново село е 153 м и се намира в местността Зелена. Горите са незначителна част от територията, предимно от акация. Намират се около река Дунав и в местностите Камъка, Зелена, Света вода, Камънска шума, Топола и др.

### Граници
41,5 км, в т.ч. с Румъния – 7,8 км (р. Дунав); Сърбия – 2,6 км (в местността „Куделин“ по р. Тимок); Флорентин – 4,6 км; Винарово – 2,6 км; община Брегово – 23,9 км, в т. ч. с Връв – 7,8 км (в т. ч. 1,5 км в местността „Куделин“); Куделин – 2,7 км; Гъмзово – 6,7 км и гр. Брегово – 6,7 км.

### Местности
В землището на с. Ново село са разположени 33 местности:

### Находище на ружевидна поветица
На 16 януари 2013 г. 14,3 декара от землището на селото са обявени за защитена местност с цел опазване на растителния вид ружевидна поветица (Convolvulus althaeoides L.), и неговото местообитание.

## Транспортна мрежа

### Републикански и общински пътища
През землището на Ново село преминава третокласен път № 122 (Видин – Ново село – Брегово), част от републиканската пътна мрежа, с дължина 7,7 км. 35 % от него е с нов асфалт (отсечката Флорентин – Ново село, асфалтирана през 2006 г.). 3,2 км от шосе № 122 преминават през селото с наименование ул. Архитект Илия Попов – това е главната улица, описваща множество завои през селото. Останалите пътища са от общинската пътна мрежа. 0,8 км е дълъг пътя до Първа помпена станция, той преминава и покрай почивната база на гранична полиция и е изцяло асфалтиран през 2006 г. 1,3 км е дължината на пътя, преминаващ през местността „Камъка“ около бившия почивен лагер. 38 % от трасето е с бетонни панели (0,5 км след лагера, към Дунава), останалото е с асфалт в задоволително състояние. Проблем са израстващите клони на дървета и храсти, ограничаващи ширината на пътното платно. 0,6 км е дълг асфалтираният път до бившата опитна станция по лозарство. Сега той е в много лошо състояние и също има проблем с израстващата растителност. 3 км е дълг околовръстния път на Ново село, който се нарича ул. Околовръстна.

### Улична мрежа
В Ново село има 85 улици, над 65 % от тях са асфалтирани. Общата дължина на уличната мрежа е 31 980 м, в т.ч. 20 981 м асфалтирани и 10 999 м неасфалтирани улици. Главната улица се нарича Архитект Илия Попов и е с дължина 3,2 км. Пресичайки селото в посока северозапад – югоизток, тя прави множество завои. Улицата е асфалтирана и в добро състояние. Друга голяма улица е Околовръстна, с дължина 3 км. Улицата е асфалтирана, но в началото си откъм „Бен Хън Агро“ ООД е в окаяно състояние. Улица Шипка е изцяло с нов асфалт и е с дължина 1 км. Улица Осъм е т. нар. „Крайречен път“. Тя започва от централния плаж, преминава през пристанището и завършва при започналия строеж на дигата. Дължината ѝ е 1 км, не е асфалтирана и е застрашена от високите води на Дунав. Не малко пъти е била наводнявана. Други по-големи асфалтирани улици са: Св. св. Кирил и Методий, Никола Петков, Петко Р. Славейков, Георги Марков, Добруджа, Преслав, Драва, Христо Ботев и др. Неасфалтирани са: Градинска, Любен Каравелов, Христо Смирненски, Средна гора, Иван Вазов, Генерал Гурко, Цар Симеон и др.
Въпреки големия брой асфалтирани улици в Ново село значителен е броят и на неасфалтираните. Много малка част са баластрирани, но само с дунавска баластра и без да са утъпкани с валяк, което не е ефективно и по улиците отново се образуват локви, дупки и кал. Особено сериозен е проблемът с улица Огоста. Първоначално тя беше засипана само с жълта земя, изкопана от близката поляна. Сега улицата е засипана с дунавска баластра, но не е утъпкана и преминаването по нея дори пеша е силно затруднено. В подобно състояние са улиците: Иван Вазов, Тракия, Искър, Радецки, Сава Огнянов, Генерал Столетов, Пирин, Максим Горки и др. Улица Градинска, в участъка от ул. Христо Ботев до ул. Добруджа е блокирана от битови отпадъци и преминаването по нея дори пеша е затруднено. С подобна участ е и ул. Иван Вазов в участъка от ул. Средна гора до ул. Околовръстна. Натрупване на отпадъци има и по улиците: Физкултурна, Осъм, Околовръстна, Витоша, Люлин и др.
| Снимка | Улица                   | Дължина /м/ | Настилка      | % асфалтиране | Състояние | Старо / друго име          |
|        | Архитект Илия Попов     | 3256        | асфалт        | 100           | Добро Улицата е изключително дълга, има две прави отсечки и няколко опасни завоя. Изградени са две повдигнати пешеходни пътеки за ограничаване на скоростта. Асфалтовата настилка е ремонтирна последно през 2006 г., но само частично. В участъка от спортния комплекс до голямата черква опасност създават капаците на шахтите от дъждовната канализация. Улицата е част от Републикански път III – 122, но по нея липсва пътна маркировка и вертикална сигнализация. Има изградени тротоари и от двете страни. | III – 122 ул. Тодор Петров |
|        | Околовръстна            | 2918        | асфалт        | 100           | Лошо Улицата е изградена в края на 80те години на миналия век, но настилката не е пригодена за тежките селскостопански машини на земеделските производители и за няколко години се появиха сериозни неравности на пътното платно. Необходимо е изместване на трасето на улицата и превръщането и в околовръстен път, част от Републикански път III – 122. По този начин ще се избегнат опасните завои, както и пешеходните пътеки в централната част на селото.                                                   |                            |
|        | Шипка                   | 1158        | асфалт и земя | 89            | Отлично Улицата е почти изцяло асфалтирана през 2010 г., но въпреки местоположението „на първа линия“ към р. Дунав, все още има необитаеми къщи и празни парцели, пред които не се поддържат тротоарите. Улицата би трябвало да достигне до спортния комплекс но в последната си част все още не е изградена. | ул. 9-и септември          |
|        | Физкултурна             | 358         | асфалт и земя | 65            | Лошо До ул. Шипка е асфалтирана, след това преминава в черен път. Преминава изцяло покрай незастроени парцели. Има неравности по асфалтовата настилка, а едно от платната е превзето от околната растителност. Тротоарите не са изградени. |                            |
|        | Иван Шишман             | 335         | земя          | 0             | Лошо Улицата е на земна основа и през дъждовно време, както и през зимата се образуват локви и кал. Улицата преминава покрай незастроени имоти, а подстъпа към р. Дунав е непроходим. Тротоарите не са изградени. |                            |
|        | Вихрен                  | 264         | асфалт        | 100           | Добро Улицата е къса. По нея са разположени предимно застроени жилищни имоти и като асфлтирана улица е основна в Долната махала. Тротоарите не са изградени. | ул. Фридрих Енгелс         |
|        | Мизия                   | 289         | земя          | 0             | Лошо Голяма част от имотите, разположени по улицата са незастроени. Улицата е на земна основа и през дъждовно време, както и през зимата се образуват локви и кал. Тротоарите не са изградени. | ул. Вилхелм Пик            |
|        | Гоце Делчев             | 172         | земя          | 0             | Лошо (Въпреки застроените жилищни имоти улицата е на земна основа и през дъждовно време, както и през зимата се образуват локви и кал. Тротоарите не са изградени. |                            |
|        | Христо Смирненски       | 656         | земя          | 0             | Лошо (Една от най-дългите улици в Ново село, но не е асфалтирана. Улицата е на земна основа и през дъждовно време, както и през зимата се образуват локви и кал. Голяма част от имотите, разположени по улицата са незастроени. Тротоарите не са изградени.) |                            |
|        | Радецки                 | 344         | земя          | 0             | Лошо (Улицата е на земна основа и през дъждовно време, както и през зимата се образуват локви и кал. Подстъпът до р. Дунав е проходим при сухи условия и е удобно място за слизане до реката с превозно средство, необходимо е да се асфалтира. Тротоарите не са изградени.) | ул. Антон Иванов           |
|        | Сава Огнянов            | 142         | земя          | 0             | лошо |                            |
|        | Велико Търново          | 310         | асфалт        | 100           | добро | ул. Васил Коларов          |
|        | Стара планина           | 220         | асфалт и земя | 30            | добро |                            |
|        | Марица                  | 243         | асфалт и земя | 76            | добро |                            |
|        | Преслав                 | 550         | асфалт        | 100           | добро | ул. Боян Чонос             |
|        | Стражица                | 80          | земя          | 0             | лошо | ул. Странджа               |
|        | Родопи                  | 200         | асфалт        | 100           | добро |                            |
|        | Плиска                  | 250         | асфалт        | 100           | добро | ул. Трайчо Костов          |
|        | Хаджи Димитър           | 395         | асфалт        | 100           | добро |                            |
|        | Ломоносов               | 262         | асфалт и земя | 47            | добро |                            |
|        | Цар Симеон I            | 382         | земя          | 0             | лошо | ул. Симеон I               |
|        | Филип Тотю              | 188         | земя          | 0             | лошо |                            |
|        | Балкан                  | 134         | земя          | 0             | лошо | ул. Гено Генов             |
|        | Козлодуй                | 133         | земя          | 0             | лошо |                            |
|        | Огоста                  | 273         | земя          | 0             | лошо | ул. Рангел Георгиев        |
|        | Искър                   | 146         | земя          | 0             | лошо |                            |
|        | Янтра                   | 218         | асфалт        | 100           | лошо |                            |
|        | Добруджа                | 590         | асфалт        | 100           | лошо | ул. Димитър Благоев        |
|        | Градинска               | 798         | асфалт и земя | 20            | лошо |                            |
|        | Средна гора             | 555         | асфалт и земя | 17            | лошо |                            |
|        | Иван Вазов              | 432         | земя          | 0             | лошо |                            |
|        | Тракия                  | 178         | земя          | 0             | лошо | ул. Митко Палаузов         |
|        | Люлин                   | 216         | асфалт        | 100           | лошо |                            |
|        | Христо Ботев            | 536         | асфалт        | 100           | лошо | VID 2151                   |
|        | Максим Горки            | 200         | земя          | 0             | лошо |                            |
|        | Македония               | 230         | асфалт        | 100           | лошо | ул. Георги Кирков          |
|        | Васил Левски            | 243         | асфалт        | 100           | добро |                            |
|        | Никола Петков           | 714         | асфалт        | 100           | лошо | ул. Георги Димитров        |
|        | Св. св. Кирил и Методий | 855         | асфалт        | 100           | лошо |                            |
|        | Чавдар                  | 336         | асфалт        | 100           | лошо |                            |
|        | Странджа                | 122         | асфалт        | 100           | добро | ул. Жельо Демиревски       |
|        | Фантастика              | 100         | асфалт        | 100           | добро |                            |
|        | Камчия                  | 93          | асфалт        | 100           | добро |                            |
|        | Мусала                  | 130         | асфалт        | 100           | добро |                            |
|        | Лермонтов               | 100         | асфалт        | 100           | добро |                            |
|        | Д-р Асен Златаров       | 163         | асфалт и земя | 26            | лошо |                            |
|        | Пушкин                  | 173         | земя          | 26            | лошо |                            |
|        | Панайот Хитов           | 190         | асфалт и земя | 34            | лошо |                            |
|        | Пирин                   | 193         | земя          | 0             | лошо | ул. Мико Нинов             |
|        | Средец                  | 196         | земя          | 0             | лошо | ул. Александър Беляев      |
|        | Осъм                    | 1000        | земя          | 0             | лошо |                            |
|        | Пристанищна             | 323         | асфалт        | 100           | лошо |                            |
|        | Бачо Киро               | 237         | асфалт        | 100           | добро |                            |
|        | Борис Бенчев            | 110         | асфалт        | 100           | добро |                            |
|        | Панайот Волов           | 146         | асфалт        | 100           | лошо |                            |
|        | Ком                     | 200         | асфалт        | 100           | лошо |                            |
|        | Яне Сандански           | 303         | земя          | 0             | лошо |                            |
|        | Генерал Столетов        | 310         | земя          | 0             | лошо |                            |
|        | Генерал Гурко           | 400         | земя          | 0             | лошо |                            |
|        | Генерал Скобелев        | 150         | земя          | 0             | лошо |                            |
|        | Плевенска епопея        | 272         | земя          | 0             | лошо |                            |
|        | Войвода Тодор Велков    | 150         | земя          | 0             | лошо | ул. Войвода Тошков         |
|        | Рила                    | 268         | асфалт        | 100           | добро |                            |
|        | Георги Марков           | 608         | асфалт        | 100           | лошо | ул. Никола Вапцаров        |
|        | Цар Крум                | 163         | земя          | 0             | лошо | ул. 17 партизани           |
|        | Цар Иван Асен II        | 225         | земя          | 0             | лошо | ул. Асен Балкански         |
|        | Витоша                  | 145         | земя          | 0             | лошо |                            |
|        | Любен Каравелов         | 746         | асфалт и земя | 46            | лошо | ул. Иван Рилски            |
|        | Георги Раковски         | 619         | асфалт и земя | 37            | лошо | ул. Раковски               |
|        | Драва                   | 540         | асфалт        | 100           | добро |                            |
|        | Страцин                 | 472         | асфалт        | 100           | добро |                            |
|        | Пейо Яворов             | 383         | асфалт        | 100           | добро |                            |
|        | Александър Стамболийски | 420         | асфалт        | 100           | добро |                            |
|        | Дунав                   | 240         | асфалт        | 100           | добро |                            |
|        | Тимок                   | 390         | асфалт        | 100           | добро |                            |
|        | Росица                  | 117         | асфалт        | 100           | добро |                            |
|        | Цар Борис I             | 100         | асфалт        | 100           | лошо | ул. Валери Биковски        |
|        | Цар Калоян              | 272         | асфалт        | 100           | лошо |                            |
|        | Захари Стоянов          | 200         | асфалт и земя | 45            | лошо | ул. Валентина Терешкова    |
|        | Кочо Честеменски        | 90          | асфалт        | 100           | лошо | ул. Герман Титов           |
|        | Георги Бенковски        | 105         | асфалт        | 100           | лошо | ул. Академик Бурденко      |
|        | Рибарска                | 156         | асфалт        | 100           | лошо |                            |
|        | Иван Рилски             | 138         | земя          | 0             | лошо |                            |
|        | Отец Паисий             | 228         | земя          | 0             | лошо |                            |
|        | Димитър Полянов         | 126         | асфалт и земя | 54            | лошо |                            |
|        | Петко Славейков         | 664         | асфалт        | 100           | лошо | ул. Толбухин               |
|        | Христо Кабакчиев        | 50          | земя          | 0             | лошо |                            |

### Площади и квартални центрове
Централният площад се нарича „Демокрация“ и е изцяло асфалтиран през 2006 г. Около него са разположени сградите на общинската администрация, читалище „Земеделец“, пощата, младежкия дом, часовниковата кула, СОУ „Св. св. Кирил и Методий“, магазини и кафенета. Има площ малко над 2200 m². Улицата, разделяща площада и парка е павирана. Улица Никола Петков е затворена за преминаване откъм площада с неподвижни метални ограничители, поради близостта на СОУ „Св. св. Кирил и Методий“. На този площад се правят редовните събори и неделни празненства през лятото. Наричан от новоселяните „мъгдан“, той е основно място за сбирка на местното население по празници, събития и чествания.
Площад „Възраждане“ се намира само на 300 метра от централния „Демокрация“. На него е разположен паметник, поставен в чест на загиналите новоселяни за свободата на България, както и зенитно оръдие. От този площад в посока към р. Дунав се намира и централния плаж на Ново село.
Вторични центрове са образувани при бившата поликлиника, пред детската градина, църквата „Успение на Пресвета Богородица“, около пазара и др. Асфалтирани площадки се образуват при кръстовищата на улиците Македония – Люлин – Тракия – Христо Ботев; Люлин – Добруджа – Архитект Илия Попов; Добруджа – Янтра – Преслав – Искър; Янтра – Огоста – Сава Огнянов – Архитект Илия Попов и др.
Пред православен храм „Успение на Пресвета Богородица“ и на Площад „Възраждане“ има паметници, поставени в чест на загиналите новоселяни за свободата на България, на които редовно се поставят цветни венци.

## История
По данни на пътеписната книга на граф Луиджи Марсили Ново село датира от 1700 година, но на около 2 км от центъра на сегашното село в посока село Връв (в сегашната палметна градина и местността Царина). В турски архиви от 1711 г. се споменава това Ново село. Населението обитавало селото само 70 – 80 години. За това кои са причините за неговото изчезване за сега липсват данни. Има вероятност, че неговото местене е станало поради отдалеченост от водата и речния бряг. Ако евентуално то е било разтурено поради военни походи, при Австро-Турската война, неговите жители първо се пръскат по околните села и колиби, от където впоследствие се връщат и заселват на сегашното му място, по-на изток на брега на реката. Според едно старо предание село Просънъц е съществувало зад укрепения римски лагер на брега на р. Дунав, където е сегашното футболно игрище, на изток до едноименната „фуния“ (вдълбан коритовиден път към Дунава, край сегашната изба). Кога е изчезнало липсват данни. Има вероятност да е изчезнало през 1700 г., за което Марсили не споменава в своята книга. По предание било запустяло от епидемия от чума. Според друго предание, то било опожарено от турците поради бунт – непокорство с убиване турчина наемател на данъци, събирани неколкократно. Според твърдението на Проф. Руси Стоянов – балканист, езиковед, то било на лице 25 май 1645 г., но под името „Прусинча“. Според изнесеното във вестник „Кооперативно дело“ бр. 306 от 30 декември 1973 г. стр. 4 колона първа името „Просънъц“ произлиза от древно славянско наименование на месец януари, през който времето почвало да се прояснява и синее (небето). Със същото име януари древните римляни назовавали техния бог двулик („Янус“ пазител на римските порти, който се рисувал винаги с ключове в ръце. Има още едно твърдение, че името „Просънъц“ произлиза от думата „пръсънуло“. Едно време по тази коритовидна „фуния“ текла изобилна изворна вода от към „света вода“ и се вливала в Дунава. Дошло време тази вода да пресъхне, като останала да тече подземно. От тази подземна река хваната чрез помпи е водоснабдено сегашното село и с. Връв. Турски султани по време на „Просънъц“ са били Ахмед Хан I (1603 – 1616), Мурад Хан III (1626 г.) и Мохамед (1656 – 1661 г.)
В 1850 г. избухва Въстанието в Северозападна България, известно и като Видинското въстание. В него активно се включват и жители на Ново село. Според Генади Вълчев  при Хайдук чешма са се събрали хиляди от селата Куделин, Балей, Брегово, Връв, Косово, Ракитница, Ново село, Гъмзово, Делейна, Калина, Тияновци, Динковица, Ясен, Плакудер, Винарово, Гоматарци, Кошава, Сланотрън, Майор Узуново, Големаново, Бойница, Шишинци, Бориловец, Периловец, Каленик, Цар Петрово, Градец, Черномашница, Коилово, Бракевци, Злокукя, Халово и Градсково. Кулминацията на въстанието е обсадата на Белоградчик. На 8 юни над 10 хил. души блокират града и 10 дни го държат напълно изолиран. Изградени са три укрепителни линии, но вместо да предприемат активни настъпателни действия, въстаниците чакали предаването на турците. Турските власти от Видин и съседните градове се възползват от бездействието на селяните около Белоградчик и от погрома на въстанието в другите райони, организират наличните турски сили и предприемат настъпление срещу обсаждащите града селяни. Първите сблъсъци завършват с победа на въстаниците, но на 19 юни турците предприемат общо настъпление, което завършва с разгром на селските отряди. След потушаването на въстанието вълната на терора се разпростира навсякъде в Северозападна България. „В селата и по улиците, навсякъде, гдето могат да се намерят християни, са ставали убийства като над животни. Преди няколко дни двама турци срещнали един християнин на улицата; единият запитал другия дали може с един удар да отсече главата му – турчинът извадил ножа си и му отсякъл главата“ – се казва в едно донесение от района на въстанието.
Косвена вина за кървавата вакханалия имали и сръбските власти, които нареждат на околийските началници в пограничните околии „да не приемат ония от въстаниците, които биха пожелали да влязат в Сърбия и да се предадат.“ 
За Априлското въстание във Видинския край подготовка имат само някои села като Брегово, Гъмзово, Ново село и др. Населението тук възстава едва през юни, след започването на Сръбско-турска война (18 юни 1876). в която на страната на Сърбите взели участие осем български чети с войводи: Панайот Хитов, Филип Тотю, Хр. Македонски, Илю Марков, Симо Соколов, Лазар Костов, Найден попНиколов, Христо Кулин. Сред многото българи в четите и доброволческата бригада на ген. Черняев в Сърбия, имало и много доброволци от Ново село - Участници от Видинския край в Сръбско-турската война в 1876 г. Архив на оригинала от 2015-02-08 в Wayback Machine.
Въстанието избухва когато в този край навлизат българските доброволчески чети . Въстаниците дават много жертви, особено при боевете около Ново Село. По изготвен план за Новоселския и Бреговския район била организирана група четници, която в долината на „Тримбрег“ била изклана (около 200 души), между които са паднали и 21 Новоселяни. В тяхна чест, след освобождението върху събраните и погребани кости се издига белокаменен кръст до самия път на местността и още на път Раковски близо до кладенеца /първият е запазен, а вторият унищожен/. Жителите на 18 села напускат родните си места и бягат в Сърбия и Румъния.
След Освобождението през 1878 г. селата Ново село, Флорентин, Неговановци, Ясен и Винарово са включени в състава на Видинска околия. От 1 януари 1979 година Ново село става център на селищната система, в която влизат селата Флорентин, Винарово, Ясен и Неговановци.
Училището СОУ „Свети Свети Кирил и Методий“ е построено през 1939 г. На лицевата страна има красиви мозайки. Към 30-те години на XX век жителите на Ново село до голяма степен запазват своя нетипичен за района белоградчишки говор.

По време на Кулските събития през 1951 година в Ново село ТКЗС-то е разтурено още на 14 март. Заради голямото значение на селото в региона там пристигат местни политически функционери, а след това са изпратени части на милицията, гранични войски и Дунавската флотилия. При последвалите сблъсъци селянин ранява с нож прокурор и войник, след което е убит. Семейството му, заедно с внуците му на 3 и 7 години, е затворено в свинарника на Видинския затвор, а след това е изселено в Североизточна България. Общо през 1950 – 1951 година 8 семейства (36 души) от селото са принудително изселени от комунистическия режим.

## Население
Най-многобройно население е отчетено при преброяването през 1934г. - 4 535 души.

### Преброяване на населението през 2011 г.
Численост и дял на етническите групи според преброяването на населението през 2011 г.:
|                     | Численост | Дял (в %) |
| Общо                | 1015      | 100,00    |
| Българи             | 918       | 90,44     |
| Турци               | 0         | 0,00      |
| Цигани              | 64        | 6,30      |
| Други               | 6         | 0,59      |
| Не се самоопределят | 4         | 0,39      |
| Неотговорили        | 23        | 2,26      |

## Говор
Диалектът, който се говори в Ново село, има сходни черти със съседните сръбски говори, както и с преходните говори на юг. Повлиян е лексикално и от влашкия. Легендата разказва, че когато Господ вървял по света и раздавал езиците на народите, точно на това място се препънал и торбата, в която носел езиците, се разпиляла. Затова наречието, което се използва в Ново село, е уникално. Издадена е книга за говора в Ново село.
Девизът на селото е „Ми смо си ми“ (Ние сме си ние).
Говорът на Ново село всякога е будил интерес у много наши общественици и езиковеди. Много от тях правели бегли проучвания, доколкото им позволявали филологическите познания. Професор Милетич, Петър Иванов и Д.Маринов правят своите изказвания за характера на говора, професор Стефан Младенов, като филолог разглежда неговите основни фонетични и морфологични черти, дава представа и за някои от лексикалните му особености, но не прави пълно и обстойно проучване. Такова прави к.ф.н. Максим Славчев Младенов в отпечатания му през 1969 година научен труд, озаглавен „Говорът на Ново село, Видинско“. В заключенията си той казва:
“…от сравнително големия списък на инвентара от новоселския говор, който може да има локализация по Българската езикова територия, става ясно, че този говор не прилича на нито един от останалите български говори. В неговото формиране са участвали разнородни говори и всеки е допринесъл с някои свои черти за създаване на днешната му физиономия. Ако към този инвентар се прибавят и собствено новоселските особености, които може да се дължат или на вътрешното развитие, или на въздействие от страна на румънския език, то ще се получи пълна представа за новоселския говор като цяло“. На вниманието ни се налага един твърде важен теоретически извод: при създаването на новоселския говор действително участват различни по произход конституционни елементи, но те така са се разпределили, че се получила сравнително цялостна, единна и хомогенна система. Прави впечатление, че редица исторически явления от фонетиката и морфологията са се развили абсолютно последователно и много рядко – тук-таме може да съществува раздвояване в развоя на явлението. Това показва, че новоселския говор влизат от съставящите говори не отделни думи, носители на определени явления, а явления като цяло. Тази особеност навярно се дължи на факта, че смесването е станало много отдавна и то в момент, когато се е формирал сегашният облик на българските говори, когато редица исторически процеси са били още живи и поради това с действащата си сила са обхванали всички случаи. По този начин са били отстранявани дублетите. Сега там, където са се развили все пак дублетни форми е започнала семантична диференциация, която постепенно се обособявала като самостоятелни елементи в говора“. Както се вижда, фонетичната основа на говора е свързана със зоната на говорите в Белоградчишко, Трънско и Брезнишко. Това личи най-вече от застъпването на някои от старобългарските вокали. Има обаче елементи, като редукцията на гласа А на „Ъ“ или група „ЧЪР“, които се отнасят към други говори.
Черти общи за Белоградчишко, Трънско и Брезнишко. ...Има редица черти, които са присъщи на всички говори, около северната част на границата с Югославия (Сърбия) (I-ва и II-ра зона). Тук може да бъдат споменати такива особености като застъпване на старобългарското Ѫ с „У“ (ру̀ка, ма̀ту); звучни съгласни в краесловие: Ч, ДЖ на мястото на праславянските tj, dj; частица за бъдеще време – ЧЪ.
Черти от трета зона. Към тази група черти отнасяме редица особености, които не може с точност да бъдат фиксирани, но които безспорно се отнасят към зоната на македонските говори. Още Ст. Младенов посочва редица белези на македонския говор, които той смята за донесени от македонските преселници в Ново село. Такива са следните особеност: член на окончание – ИН, -НА, -но, -ни, -нъ; фонетичен белег –съ̀нцъ; причастия от типа – кажа̀л, пиша̀л; ударение в числителното – чътѝри; глагола – кажа̀л; наречие – мъ̀рку < мърка /малко/; глагола – врѐвим, кратко лично местоимение в началото на изречението от типа – Си га вѝдъл?, употреба на предлога – от вместо предлога – на, рози от плуг и т.н.
Изолираността на новоселяните от едноговорни български селища е причина за езиковото влияние на околните разноговорни села с по-богати езикови форми.

## Фамилии
Известни фамилии в Ново село са:
- А

А̀джови, Алѝмпиеви, А̀нгелови, Ангело̀еви, Ангелу̀цови
- Б

Ба̀деви, Ба̀зови, Базъ̀кови, Балта̀нови, Ба̀рзови, Ба̀улови, Белѝчеви, Биба̀нови, Бизера̀нови, Бла̀жеви, Блажу̀кови, Бо̀ндови, Боро̀гови, Бояджѝеви, Бреговя̀нови, Бугара̀шови, Буга̀рови, Буда̀кови, Бу̀зови, Букацѐлови, Буртя̀шови, Бучуклѝини, Буца̀нови, Бъ̀рчеви
- В

Вану̀йкови, Ванчѝкови, Варза̀нови, Вѐлкови, Виша̀нови, Вла̀дулови
- Г

Гургулини, Га̀джулови, Га̀еви, Га̀лови, Га̀нцови, Га̀цови, Гѐшеви, Гѝдови, Гѝлови, Гогѝчеви, Го̀чеви, Гу̀нови, Гургурѝцови, Гу̀цови, Гъ̀нгулови, Гърля̀нови, Гюмурджѝеви, Гю̀рови
- Д

Джа̀нтини, Джѐгови, Джо̀толови, Джу̀кови, Дѐкалови, Дѐнкови, Диничѐтулови, Дѝнкови, Дѝнчеви, Дѝцулови, Дрѐнкови, Дрѐнови, Дръ̀ндови, Ду̀дулови, Ду̀лфови, Душа̀нови
- Е

Ерандѝцови, Ѐрови
- Ж

Ждѐрови, Жѐкови, Жѝкови
- З

Запу̀кови
- И

Илиу̀цови
- Й

Йонѝцови, Йо̀нчеви
- К

Кайца̀нови, Кара̀улянови, Кѐжови, Кера̀нови, Киричѐтулови, Кирѝцови, Кова̀чеви, Коза̀рови, Кокора̀нови, Колѝцови, Коматѝчови, Коричка̀нови, Косовя̀нови, Ко̀тини, Крагу̀еви, Крѐцови, Кромпѝрови, Кукуя̀нови, Кючу̀кови
- Л

Ла̀зови, Лападу̀цови, Лауда̀нови, Логофѐтови, Лу̀джини, Лу̀кови, Лу̀нгулови, Ля̀еви
- М

Ма̀джови, Ма̀леви, Мангъ̀рчеви, Манджу̀кови, Ма̀реви, Марѝкови, Матау̀ини, Мекѝшови, Метеу̀шови, Мѝкулови, Мѝрчеви, Мито̀нчеви, Митра̀киеви, Митра̀шкови, Миту̀цови, Мицѝкови, Мозо̀кови, Мокацѐлови, Моло̀гови, Мо̀тини, Мускѝчеви, Мъринкя̀шови
- Н

Надая̀нови, Насъ̀пови, На̀шкини, Низа̀мови, Нѝкови, Нѝнчеви, Ну̀нини, Ну̀цкови, Ня̀гулови, Ня̀птови
- О

О̀кови, Опрѝкови, О̀ртови
- П

Пайта̀шеви, Пасарѝкови, Па̀скови, Пау̀нови, Паца̀шови, Пая̀нови, Пѐкови, Петро̀ви, Пѝвини, Плаширѝбови, Пла̀шкови, Плоска̀нови, Поа̀кови, По̀ркулови, Предекѝтови, Пѐрчеви, Прѐдови, Предо̀еви, Прѝнови, Пръ̀вчеви, Пу̀нови, Пу̀нчеви, Пупала̀нови, Пуцана̀йденови, Пуцара̀нкови
- Р

Ра̀дулови, Ра̀лчеви, Риба̀рови, Ру̀жеви
- С

Са̀вови, Са̀вчови, Са̀ндови, Свачѝцови, Соа̀реви, Спиридо̀нови, Ста̀неви, Стѝклеви, Стова̀рчеви, Стоенѐлови, Стоя̀нчеви, Су̀рдулови
- Т

Таню̀рови, Тобаша̀рови, Торба̀нови, Тосу̀нови, Тото̀шеви, То̀шеви, Трайста̀рови, Тру̀йкови, Тру̀цови, Ту̀цкови, Ту̀цови, Търнѝчкови
- У

- Ф

Фършо̀гови, Фъ̀цини
- Х

- Ц

Ца̀кови, Цѐнови, Цо̀пънкини, Цо̀цови, Цуцулѝкови
- Ч

Ча̀чини, Чѐргови, Чѝкови, Чимпуя̀рови, Чита̀кови, Чоромоа̀ртини
- Ш

Ша̀нини, Шо̀вови, Шу̀манови, Шутѝлови
- Щ

- Ю

Ю̀ришови
- Я

## Забележителности
През 2015 г. е установено, че при изпълнение на проект за реконструкция на стадиона в Ново село се увреждат недвижими културни ценности от късната античност. Опитите на археологически екип да получи съдействие от общинската администрация са отхвърлени, в резултат на което културният паметникът е унищожен.
Църквата „Свети Никола“ е паметник на културата с местно значение. Изграждането ѝ започва около 1825 г., когато е построен олтарът. Камбаните са поръчани и изработени в Пеща, Унгария. Върху тях има надписи „Свети Никола“ и „Възнесение Христово“. Към нея е изградена през 1931 г. часовникова кула, която фигурира и на герба на селото.
Решение за постройка на нова черква „Успение Богородично“ се взема през 1875 г., а строежът ѝ започва след Освобождението 1883 г.и продължава до 1894 г. Тя е доста голяма, модерна с четири кубета, с камбанария, в която са окачени две големи и една малка камбана, купени от Букурещ през 1900 г. Иконостасът е забележителен, от 1893 г. Майстор е Антон Станишев. Споменава се няколко пъти в тази публикация. Зографисана е от Иван Доспевски, син на Димитър Зограф.
В църквите в селото рисува дебърският зограф Кръсто Янков.
Читалището-паметник „Земеделец-1874“ е основано през 1874 г., а в сегашния вид сградата е от 1930 година, построена с помощта на видния новоселянин архитект Илия Попов. То също е паметник на културата с местно значение. На 2 паметни плочи са изписани имената на всички загинали във войните новоселяни, включително и падналите въстаници през 1876 година. Фондът на читалищната библиотека днес наброява 15 328 тома художествена, научнопопулярна и детска литература.
Гористата местност „Камъка“ е на около 3 км от центъра на Ново село в източна посока, разположена на брега на река Дунав, наречена така заради старата каменоломна, разположена в нея. Има изграден почивен лагер, който е разбит и разграбен. Лагерът е разполагал с 2 хижи, ресторант, бунгала и 2 спортни игрища. В местността се намира единствената изворна чешма в селото. Около нея е имало 2 рибарника, които не функционират. Разположена е и Първа помпена станция на напоителната система Ново село, която също не функционира. По крайбрежието растат върби, а останалата част от горските масиви е с широколистни гори, предимно от акация. Малка част е залесена от местните ученици през 70-те години с иглолистни насаждения. В крайните източни части има овощни градини от круши и сини сливи. Над местността са лозовите масиви „Метериз“. Земята от гората е изключително подходяща за разсади. Срещат се синчец, кукуряк и други диви цветя.

## Икономика
Ново село се намира в селскостопански район. Главен поминък на населението е селското стопанство. В селото има 4 земеделски кооперации. Отглеждат се пшеница, царевица, слънчоглед, рапица, ечемик, овес, ръж. Животновъдството е слабо развито най-вече от домашни птици и кози. Селото е известно с винопроизводството си, това е видно от дейността на изба "Ново село". Най-известен сорт грозде е новоселската гъмза, отглеждана в местността Зелена. Отглеждат се още каберне, мерло, санджовезе, сира, совиньон блан, шардоне, мускат оттонел, вионие, ркацители и др. Всяка къща в селото разполага с лозя и асми. В миналото е имало овощна градина, която сега е превърната в нива и засадена с картофи. Населението отглежда още плодове и зеленчуци в домовете и градините си. Като община, известна част от населението работи в административния сектор. Има няколко хранителни магазина в центъра на селото. В миналото са съществували птицеферма, свинеферма, конеферма, кравеферма, няколко селскостопански бази, ракетна площадка за борба с градушките, напоителна система Ново село, обслужваща териториите на общините Ново село и Брегово, ДИП Ново село, лимонаден цех, мелница „Божа воля“, 2 воденици, кланица, дъскорезница, складове на зърнени храни, ТПК Ракета, филиал на завода за помпи Видапомп, Новоселска гъмза АД, Панема АД – производство на безалкохолни напитки, бензиностанция, казан за печене на ракия, ветеринарна лечебница, топливо, аптека и др.

## Редовни събития
- Всяко лято се провежда международен пленер с участие на много известни художници открай дунавските страни.
- Ежегодно на пристанище Ново село акостират участниците в межународната дунавска регата ТИД. Провежда се традиционното детско шоу „На гости при баба“ по инициатива и организация на читалище „Земеделец-1874“ и водеща актрисата Минка Сурдулова/новоселянка/
- Всеки юни, юли и август всяка неделя има хоро.

Празникът на Община Ново село е Трифон Зарезан, чества се всяка година на 14 февруари. Провежда се ритуал „Зарязване“ изцяло организиран от читалище „Земеделец“ в лозовите масиви. След зарязването се посещава новоселската изба, която е закупена от местните земеделци Бен Хън Агро през 2018г. и става част от усилията им за популяризиране на Ново село, като се стремят да го утвърдят като добър район за винопроизводство и активно работят за реновирането на избата. Танцовият състав при читалището поздравява всички лозари в Общината, а всеки втори жител на Ново село отглежда лозя. Следва общо веселие за всички лозари в големия салон в Общината, присъстват много гости и приятели на селото.

## Спорт
„Славия“, футболният отбор на селото, е основан през 1928 г. Играе мачовете си на стадиона в селото. Основният екип е изцяло в бяло, а резервният – в черно-бяло. През 1948 г. се преименува на „Урожай“. През 1954 г. „Урожай“ участва в първенството на Северозападната Б група, където завършва на 10-о място. През същата година печели Републиканското селско първенство. През 1965 г. е преименуван на „Славия“. Дълги години участва в Северозападната В група и А ОФГ – Видин. През 1992 г. обаче отпада от В група, след това играе 2 сезона в областната група и прекратява съществуването си. През сезон 1998/1999 отново играе в А ОФГ – Видин, но след това се разпада. Най-големите успехи на отбора са 10-о място в Северозападната Б група през 1954 г. и републикански селски първенец през 1954 г.

## Други
Дом за деца, лишени от родителски грижи. В селото се работи по много социални програми, което привлича ромите от цялата област.

## Топографски карти
- Лист от карта L-34-XXXV Дробета-Турну-Северин. Мащаб: 1 : 200 000.

## Галерия
- Читалище „Земеделец“
- Свети Николай
- ДДЛРГ „Христо Ботев“